# تشارلز دي. كونفر
تشارلز دي. كونفر هو سياسي أمريكي، ولد في 21 مارس 1881 في مقاطعة تشامباين في الولايات المتحدة، وتوفي في 27 يوليو 1937. نشط حزبياً في الحزب الجمهوري. وقد انتخب عضو مجلس نواب أوهايو ‏.